# اروس برالدو
اروس برالدو (زاده ۲۷ ژوئیه ۱۹۲۹ – درگذشته ۲۷ دسامبر ۲۰۰۴) هافبک فوتبال و سرمربی سابق ایتالیایی بود.

## افتخارات

### باشگاهی
- میلان
  - سری آ: ۵۵-۱۹۵۴، ۵۷-۱۹۵۶، ۵۹-۱۹۵۸
  - جام لاتین: ۱۹۵۶